# 1951年イギリスグランプリ
1951年イギリスグランプリ (IV RAC British Grand Prix) は、1951年F1世界選手権の第5戦として、1951年7月14日にシルバーストン・サーキットで開催された。
F1世界選手権の開始以来、インディ500を除くレースにおいてアルファロメオ以外の車両、そして自然吸気エンジン搭載車両が初めて優勝したレースであり、スクーデリア・フェラーリとフロイラン・ゴンザレスの初優勝でもある。

## レース概要
1937年までアルファロメオがレース活動を任せていたスクーデリア・フェラーリで指揮を取っていたエンツォ・フェラーリが1938年に独立し、スクーデリア・フェラーリ株式会社の名で活動していた。そして1948年からF1で活動するようになり、翌1949年には本格的な活動を開始した。1949年はアルファロメオがF1活動を行っていなかったため直接対決はなかったが、1950年からはF1世界選手権が始まり、世界各地で相見えていた。しかし1951年のフランスGPまではその全てにアルファロメオが勝利してきた。
この年のアルファロメオは、前年同様のスーパーチャージャーを装備した1.5リットルV12エンジンを搭載する新車159を投入し、万全の体制で望んだ。一方でフェラーリは前年までのスーパーチャージャーエンジンをやめ、4.5リットル非過給エンジンを搭載した375F1を投入している。
フロイラン・ゴンザレスは予選でファン・マヌエル・ファンジオを1秒上回り、そのキャリアで初のポールポジションを獲得した。またそれは、フェラーリチームにとっても初のポールポジションであった。加えて、インディ500を含む世界選手権で初めてアルファロメオ以外の車両が獲得したポールポジションでもあった。ニーノ・ファリーナとアルベルト・アスカリは予選3、4位となり、フロントローを獲得した。
決勝ではゴンザレスとファンジオがフロントローから並んで飛び出し、すぐ後にアルファロメオのフェリーチェ・ボネットとフェラーリのルイジ・ヴィッロレージが続いた。ボネットは7位スタートであったが、第1コーナーに1番で飛び込み、その後にフェラーリのゴンザレスが続いた。2ラップ目にゴンザレスがボネットを抜いてトップに立ち、その後にファンジオが続いた。BRMのレグ・パーネルとピーター・ウォーカーが首位を追撃する。チームはサーキットに土壇場で到着して、練習走行も行っていなかったが、デビュー戦への予選を通過し、決勝は19、20番手からスタートしていた。ボネットのチームメイト、ファンジオと、世界チャンピオンのニーノ・ファリーナは何とか追いついて2位と3位を走行する。6ラップ目にファンジオはゴンザレスに迫り始め、10ラップ目のストレートで追い抜いた。コンサルボ・サネージは燃料補給とタイヤ交換のためピットインした。
マセラティのジョン・ジェームズは23ラップ目にラジエターの問題でリタイアし、41ラップ目にはルイ・シロンがリタイアする。ファリーナは75ラップ目にアビーカーブでクラッチの滑りとエンジンの出火でリタイアした。彼は38ラップ目に1分44秒、平均99.99mphのファステストラップを記録し、1ポイントを獲得した。ゴンザレスはベケッツコーナーで再びリードを取り、そのまま優勝した。BRMのパーネルとウォーカーは手足の熱傷に苦しみながら戦いを続け、最終的には5位と7位に入った。
アルファロメオのファンジオとファリーナは燃料補給のため2回ピットインした。1ガロン当たり1と1/2マイルしか走行できず、ピットインでは70ガロンの燃料を補給しなければならなかった。両名とも2度のピットインが必要となり、それぞれのストップで数分を費やした。フェラーリはそれよりも燃費が良かったため、ゴンザレスは容易にアルファロメオを抜き、かなりのリードを稼ぐことができた。
50周目の時点でピットアウトしたファンジオと、トップのゴンザレスと間には90秒の差があった。燃料補給と共にタイヤ交換も行ったファンジオは、その新しいタイヤを活かして猛烈な追い上げを見せたが、この差はレース終了までに51秒までしか縮まらなかった。結局90周を燃料補給なしで走りきったゴンザレスが優勝、アルファロメオが初めて敗北したレースとなり、またフェラーリが積み上げている多くの勝利の1つ目として記録されている。
もっとも、アルファロメオは2位に入り、シーズンチャンピオンは結局ファンジオが獲得した。もう1台のフェラーリ、ルイジ・ヴィッロレージは2周遅れで3位に入った。ボネットとパーネルは4位と5位に入ってそれぞれポイントを獲得した。
ゴンザレスは実際にはチームメイトのヴィッロレージ、アスカリよりも古い車両とエンジンを使用していた。

## エントリーリスト
| No       | ドライバー                           | チーム                               | コンストラクター     | シャシー                 | エンジン                         | タイヤ |
| -------- | ------------------------------------ | ------------------------------------ | -------------------- | ------------------------ | -------------------------------- | ------ |
| 1        | ニーノ・ファリーナ                   | アルファロメオ SpA                   | アルファロメオ       | アルファロメオ・159B     | アルファロメオ 1.5 L8s           | P      |
| 2        | ファン・マヌエル・ファンジオ         | アルファロメオ SpA                   | アルファロメオ       | アルファロメオ・159B     | アルファロメオ 1.5 L8s           | P      |
| 3        | コンサルボ・サネージ                 | アルファロメオ SpA                   | アルファロメオ       | アルファロメオ・159B     | アルファロメオ 1.5 L8s           | P      |
| 4        | フェリーチェ・ボネット               | アルファロメオ SpA                   | アルファロメオ       | アルファロメオ・159A     | アルファロメオ 1.5 L8s           | P      |
| 5        | ジョー・ケリー                       | ジョー・ケリー                       | アルタ               | Alta GP                  | アルタ 1.5 L4s                   | D      |
| 6        | レグ・パーネル                       | BRM Ltd.                             | BRM                  | BRM P15                  | BRM 15 1.5 V16s                  | D      |
| 7        | ピーター・ウォーカー                 | BRM Ltd.                             | BRM                  | BRM P15                  | BRM 15 1.5 V16s                  | D      |
| 8        | ボブ・ジェラード                     | ボブ・ジェラード                     | ERA                  | ERA B                    | ERA 1.5 L6s                      | D      |
| 9        | ブライアン・ショウ・テイラー         | ブライアン・ショウ・テイラー         | ERA                  | ERA B                    | ERA 1.5 L6s                      | D      |
| 10       | ルイジ・ヴィッロレージ               | スクーデリア・フェラーリ             | フェラーリ           | フェラーリ・375          | フェラーリ Type 375 4.5 V12      | P      |
| 11       | アルベルト・アスカリ                 | スクーデリア・フェラーリ             | フェラーリ           | フェラーリ・375          | フェラーリ Type 375 4.5 V12      | P      |
| 12       | フロイラン・ゴンザレス               | スクーデリア・フェラーリ             | フェラーリ           | フェラーリ・375          | フェラーリ Type 375 4.5 V12      | P      |
| 14       | ピーター・ホワイトヘッド             | G. A. ヴァンダーヴェル               | フェラーリ           | フェラーリ・375 tw       | フェラーリ Type 375 4.5 V12      | P      |
| 15       | デヴィッド・マレー                   | スクーデリア・アンブロジアーナ       | マセラティ           | マセラティ・4CLT-48      | マセラティ 4 CL 1.5 L4s          | D      |
| 16       | ジョン・ジェームズ                   | ジョン・ジェームズ                   | マセラティ           | マセラティ・4CLT-48      | マセラティ 4 CL 1.5 L4s          | D      |
| 17       | フィリップ・フォゼリンガム＝パーカー | フィリップ・フォゼリンガム＝パーカー | マセラティ           | マセラティ・4CL          | マセラティ 4 CL 1.5 L4s          | D      |
| 18       | ダンカン・ハミルトン                 | ダンカン・ハミルトン                 | タルボ・ラーゴ       | タルボ・ラーゴ T26C      | タルボ 23CV 4.5 L6               | D      |
| 19       | モーリス・トランティニアン1          | エキップ・ゴルディーニ               | シムカ・ゴルディーニ | シムカ・ゴルディーニ T15 | シムカ・ゴルディーニ 15C 1.5 L4s | E      |
| 20       | ロベール・マンヅォン1                | エキップ・ゴルディーニ               | シムカ・ゴルディーニ | シムカ・ゴルディーニ T15 | シムカ・ゴルディーニ 15C 1.5 L4s | E      |
| 21       | アンドレ・シモン1                    | エキップ・ゴルディーニ               | シムカ・ゴルディーニ | シムカ・ゴルディーニ T15 | シムカ・ゴルディーニ 15C 1.5 L4s | E      |
| 22       | ルイ・ロジェ                         | エキュリー・ロジェ                   | タルボ・ラーゴ       | タルボ・ラーゴ T26C-DA   | タルボ 23CV 4.5 L6               | D      |
| 23       | ルイ・シロン                         | エキュリー・ロジェ                   | タルボ・ラーゴ       | タルボ・ラーゴ T26C      | タルボ 23CV 4.5 L6               | D      |
| 24       | フィリップ・エタンセラン1            | フィリップ・エタンセラン             | タルボ・ラーゴ       | タルボ・ラーゴ T26C-DA   | タルボ 23CV 4.5 L6               | D      |
| 25       | ジョニー・クレエ                     | エキュリー・ベルゲ                   | タルボ・ラーゴ       | タルボ・ラーゴ T26C-DA   | タルボ 23CV 4.5 L6               | D      |
| Sources: |                                      |                                      |                      |                          |                                  |        |

^1 - モーリス・トランティニアン、ロベール・マンヅォン、アンドレ・シモン、フィリップ・エタンセランはプラクティス前に撤退した。

## 結果

### 予選
| 順位 | No | ドライバー                           | チーム                | タイム  | 差     |
| ---- | -- | ------------------------------------ | --------------------- | ------- | ------ |
| 1    | 12 | フロイラン・ゴンザレス               | フェラーリ            | 1:43.4  | -      |
| 2    | 2  | ファン・マヌエル・ファンジオ         | アルファロメオ        | 1:44.4  | + 1.0  |
| 3    | 1  | ニーノ・ファリーナ                   | アルファロメオ        | 1:45.0  | + 1.6  |
| 4    | 11 | アルベルト・アスカリ                 | フェラーリ            | 1:45.4  | + 2.0  |
| 5    | 10 | ルイジ・ヴィッロレージ               | フェラーリ            | 1:45.8  | + 2.4  |
| 6    | 3  | コンサルボ・サネージ                 | アルファロメオ        | 1:50.2  | + 6.8  |
| 7    | 4  | フェリーチェ・ボネット               | アルファロメオ        | 1:52.0  | + 8.6  |
| 8    | 14 | ピーター・ホワイトヘッド             | フェラーリ            | 1:54.6  | + 11.2 |
| 9    | 22 | ルイ・ロジェ                         | タルボ・ラーゴ-タルボ | 1:56.0  | + 12.6 |
| 10   | 8  | ボブ・ジェラード                     | ERA                   | 1:57.0  | + 13.6 |
| 11   | 18 | ダンカン・ハミルトン                 | タルボ・ラーゴ-タルボ | 1:57.2  | + 13.8 |
| 12   | 9  | ブライアン・ショウ・テイラー         | ERA                   | 1:58.2  | + 14.8 |
| 13   | 23 | ルイ・シロン                         | タルボ・ラーゴ-タルボ | 2:00.2  | + 16.8 |
| 14   | 25 | ジョニー・クレエ                     | タルボ・ラーゴ-タルボ | 2:05.8  | + 22.4 |
| 15   | 15 | デヴィッド・マレー                   | マセラティ            | 2:06.0  | + 22.6 |
| 16   | 17 | フィリップ・フォゼリンガム＝パーカー | マセラティ            | 2:13.2  | + 29.8 |
| 17   | 16 | ジョン・ジェームズ                   | マセラティ            | 2:17.0  | + 33.6 |
| 18   | 23 | ジョー・ケリー                       | アルタ                | 2:18.4  | + 35.0 |
| 19   | 7  | ピーター・ウォーカー                 | BRM                   | No time | -      |
| 20   | 6  | レグ・パーネル                       | BRM                   | No time | -      |

### 決勝
| 順位 | No | ドライバー                           | チーム                | 周回 | タイム/リタイア原因 | グリッド | ポイント |
| ---- | -- | ------------------------------------ | --------------------- | ---- | ------------------- | -------- | -------- |
| 1    | 12 | フロイラン・ゴンザレス               | フェラーリ            | 90   | 2:42:18.2           | 1        | 8        |
| 2    | 2  | ファン・マヌエル・ファンジオ         | アルファロメオ        | 90   | +51.0               | 2        | 6        |
| 3    | 10 | ルイジ・ヴィッロレージ               | フェラーリ            | 88   | +2 laps             | 5        | 4        |
| 4    | 4  | フェリーチェ・ボネット               | アルファロメオ        | 87   | +3 laps             | 7        | 3        |
| 5    | 6  | レグ・パーネル                       | BRM                   | 85   | +5 laps             | 20       | 2        |
| 6    | 3  | コンサルボ・サネージ                 | アルファロメオ        | 84   | +6 laps             | 6        |          |
| 7    | 7  | ピーター・ウォーカー                 | BRM                   | 84   | +6 laps             | 19       |          |
| 8    | 9  | ブライアン・ショウ・テイラー         | ERA                   | 84   | +6 laps             | 12       |          |
| 9    | 14 | ピーター・ホワイトヘッド             | フェラーリ            | 83   | +7 laps             | 8        |          |
| 10   | 22 | ルイ・ロジェ                         | タルボ・ラーゴ-タルボ | 83   | +7 laps             | 9        |          |
| 11   | 8  | ボブ・ジェラード                     | ERA                   | 82   | +8 laps             | 10       |          |
| 12   | 18 | ダンカン・ハミルトン                 | タルボ・ラーゴ-タルボ | 81   | +9 laps             | 11       |          |
| 13   | 25 | ジョニー・クレエ                     | タルボ・ラーゴ-タルボ | 80   | +10 laps            | 14       |          |
| Ret  | 1  | ニーノ・ファリーナ                   | アルファロメオ        | 75   | クラッチ            | 3        | 1        |
| NC   | 23 | ジョー・ケリー                       | アルタ                | 75   | Not Classified      | 18       |          |
| Ret  | 11 | アルベルト・アスカリ                 | フェラーリ            | 56   | ギアボックス        | 4        |          |
| Ret  | 17 | フィリップ・フォゼリンガム＝パーカー | マセラティ            | 46   | オイル漏れ          | 16       |          |
| Ret  | 15 | デヴィッド・マレー                   | マセラティ            | 45   | エンジン            | 15       |          |
| Ret  | 23 | ルイ・シロン                         | タルボ・ラーゴ-タルボ | 41   | ブレーキ            | 13       |          |
| Ret  | 16 | ジョン・ジェームズ                   | マセラティ            | 23   | ラジエター          | 17       |          |

## 注
- ポールポジション： ホセ・フロイラン・ゴンザレス - 1'43.4
- ファステストラップ： ジュゼッペ・ファリーナ - 1'44.0
- ファリーナはファステストラップを記録し、1ポイントを獲得。
- デビュー戦：ジョン・ジェームズ, ダンカン・ハミルトン, フィリップ・フォゼリンガム＝パーカー
- 初優勝（ドライバー）：フロイラン・ゴンザレス
- 初優勝（チーム）：スクーデリア・フェラーリ

## 第5戦終了時点でのランキング
|   | 順位 | ドライバー                   | ポイント |
| - | ---- | ---------------------------- | -------- |
|   | 1    | ファン・マヌエル・ファンジオ | 21       |
|   | 2    | ニーノ・ファリーナ           | 15       |
| 2 | 3    | ルイジ・ヴィッロレージ       | 12       |
| 5 | 4    | フロイラン・ゴンザレス       | 11       |
| 2 | 5    | リー・ウォラード             | 9        |

- 注：トップ5のみ表示。ベスト4戦のみがカウントされる。

## 参照
1. 1 2  “GRAND PRIX RESULTS: BRITISH GP, 1951”. grandprix.com. 2012年4月1日閲覧。
2. ↑  “1951 British Grand Prix - Race Entries”.   manipef1.com. 2012年5月9日時点のオリジナルよりアーカイブ。2013年12月5日閲覧。
3. ↑  “1951 British GP - Entry List”.   chicanef1.com. 2013年12月5日閲覧。
4. ↑  “Britain 1951 - Race entrants”.   statsf1.com. 2013年12月5日閲覧。
5. ↑  “Britain 1951 - Result”.   statsf1.com. 2014年1月9日閲覧。

Unless otherwise indicated, all race results are taken from “The Official Formula 1 website”. 2007年6月5日閲覧。
| 前戦 1951年フランスグランプリ     | FIA F1世界選手権 1951年シーズン | 次戦 1951年ドイツグランプリ       |
| 前回開催 1950年イギリスグランプリ | イギリスグランプリ              | 次回開催 1952年イギリスグランプリ |